# Busch Optical Mfg. Co.
La Busch o Busch Optical Mfg. Co. o  Busch Precision Camera Corporation è stata un'azienda produttrice di fotocamere di Chicago, Illinois negli USA; cessò le sue attività cedendo i progetti e le attrezzature alla Graflex alla fine del 1960.

## Produzione
La sua produzione si caratterizzava per la produzione di fotocamere in metallo robuste e versatili fatte con materiali di qualità; le macchine avevano una costruzione accurata e di grande precisione. Esse erano dotate di un grande mirino ottico e molte avevano il telemetro. Questo telemetro, prodotto a partire dal 1949, aveva il sistema "Vue-focus", che consentiva di mostrare la "doppia immagine nell'ampia inquadratura del mirino ottico. Questo sistema anticipa il sistema di visualizzazione "ad immagine spezzata" delle reflex.
L'obbiettivo era montato su un soffietto pieghevole con la possibilità di montare un flash professionale. Queste fotocamere erano usate soprattutto dai fotoreporter americani nel dopo guerra.
Furono prodotti 5 modelli, tutti di grande formato:
- Busch Pressman 6x9
- Busch 4x5 Pressman
- Busch Pressman Model C 2 1/4 x 3 1/4
- Busch Pressman Model D 4x5 (1950 - 1960) La fotocamera dispone di uno schermo di vetro smerigliato con mirino ottico a correzione della parallasse e una cornice del mirino per la correzione del parallasse. Aveva un otturatore Rapax Synchromatic da 1 sec. a 1/400 sec. con un obiettivo Wollensak Raptar f4,7 135 millimetri. Oppure un Wollensak Optar f4,7 135 millimetri e un otturatore Graphex Synchromatic, oppure ancora altre hanno un obiettivo Carl Zeiss Jena f4,5 e un otturatore Compur.
- Tower Press Camera

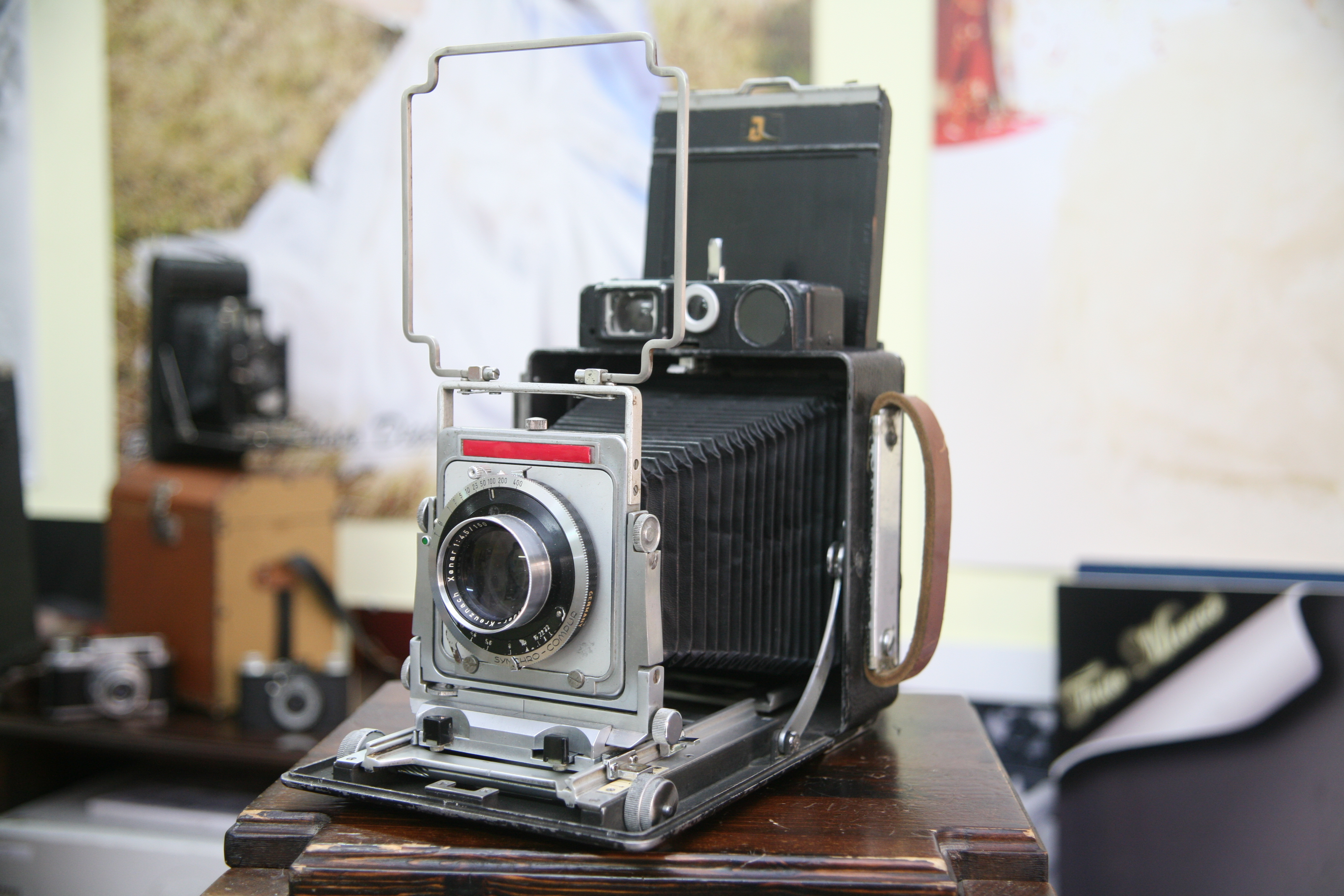
Busch Pressman Model D 4x5
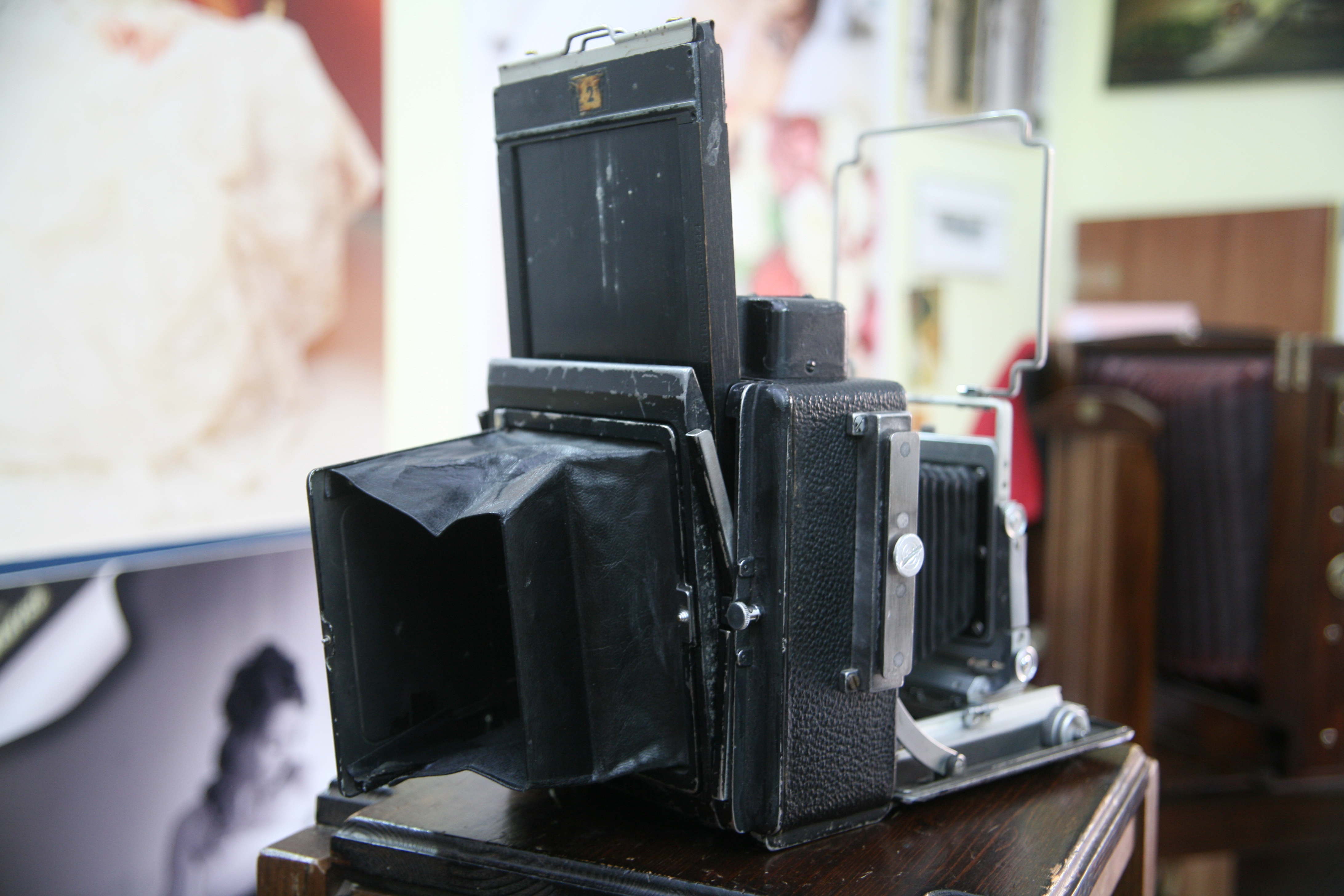
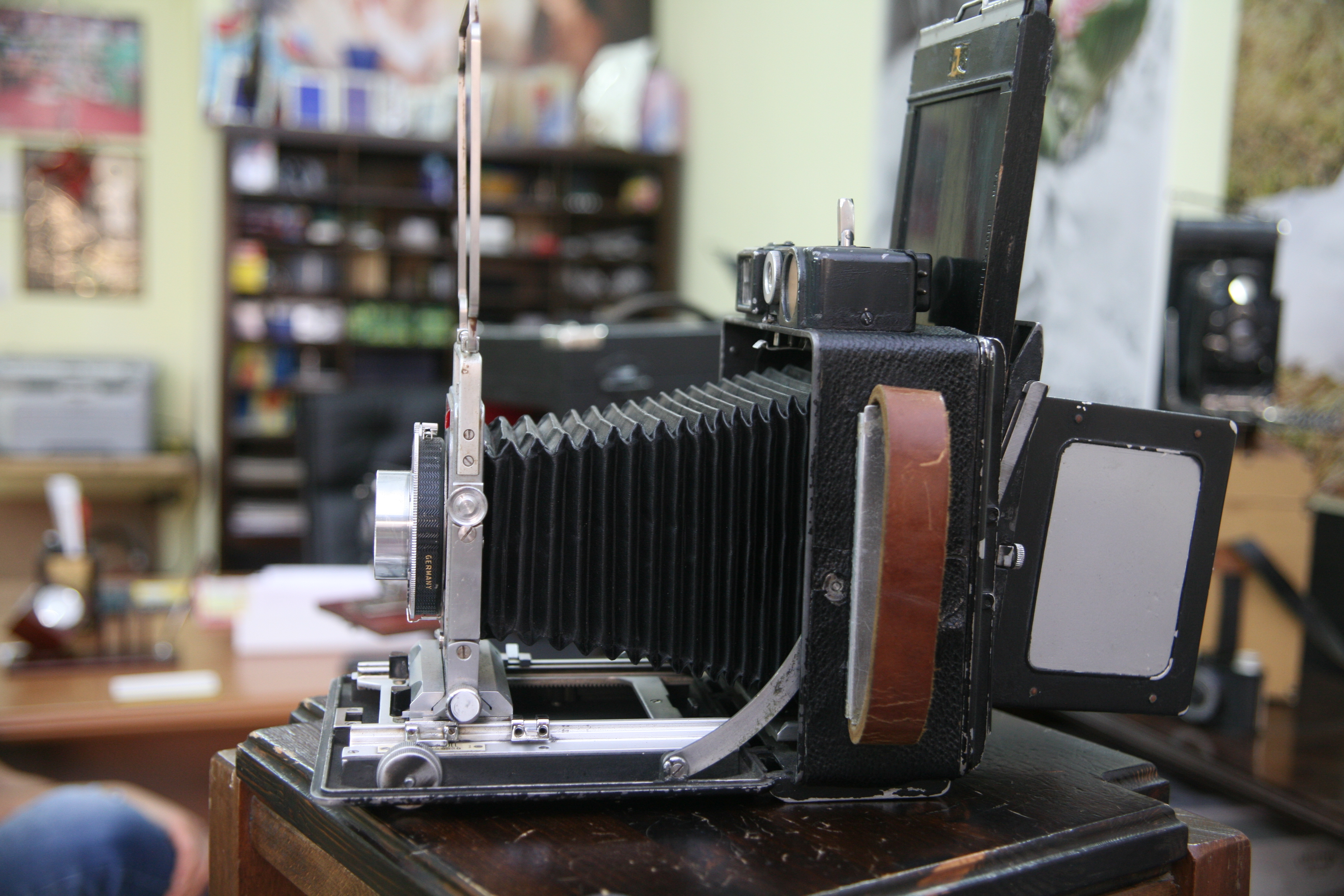
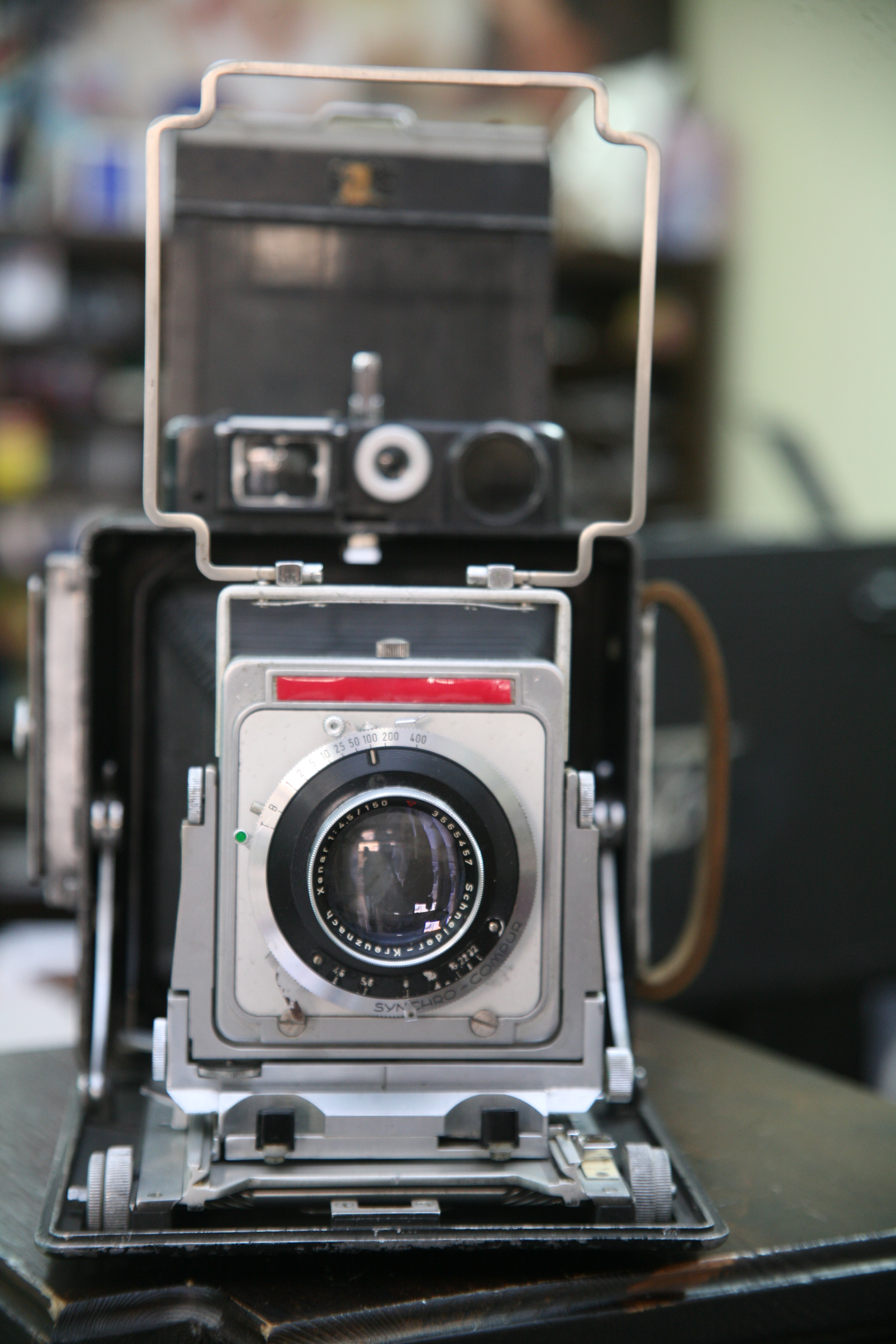
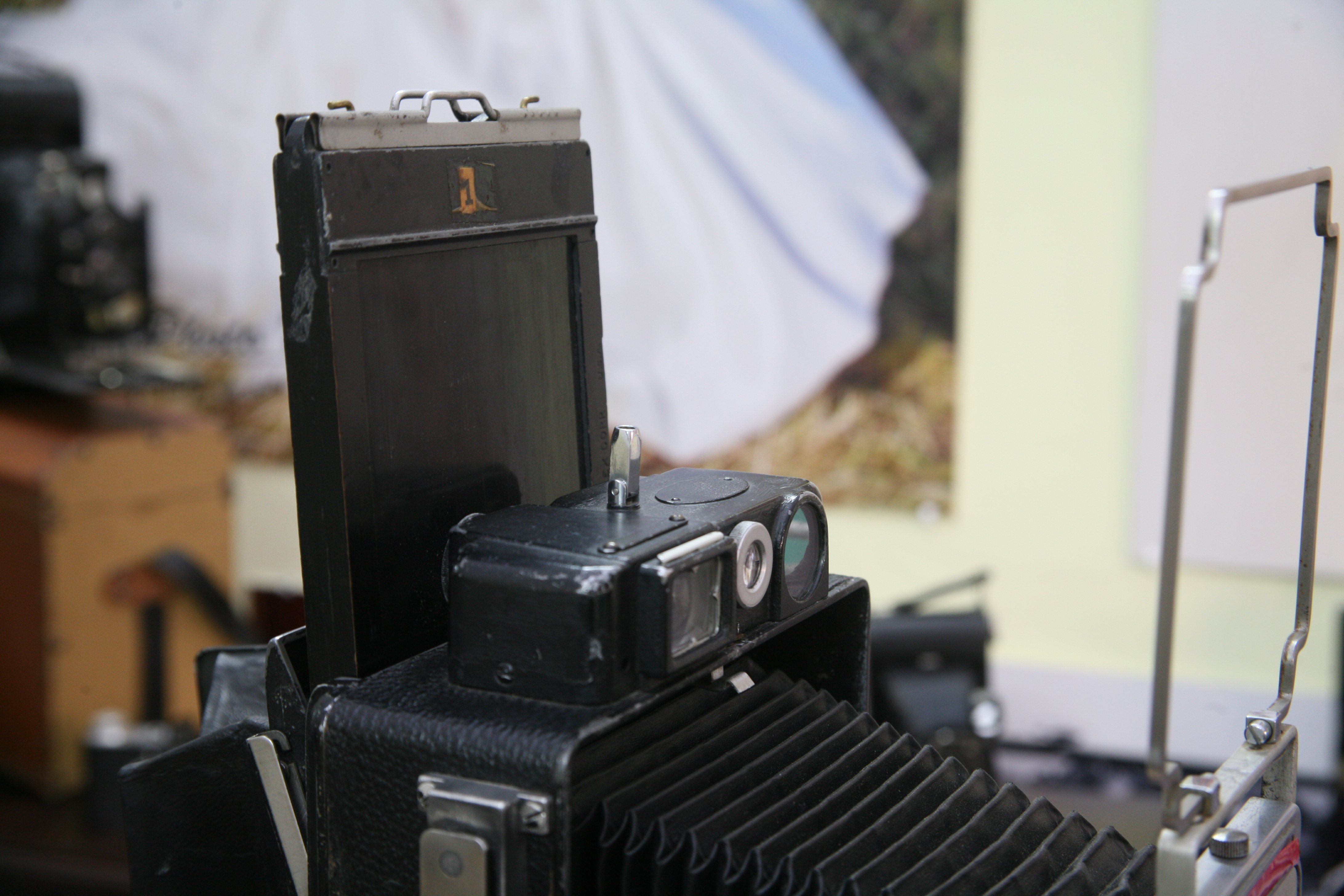